# Ermita de Santa Perpètua
Santa Perpètua és una ermita romànica al terme de Santa Cecília de Voltregà (Osona) prop del termenal amb Gurb i de Sant Bartomeu del Grau.

## Capella
Ermita de petites dimensions, d'una sola nau, de capçalera plana amb campanar d'espadanya adossat sobre la façana principal. És coberta a doble vessant.
L'única obertura és un ull de bou que hi ha sobre la portalada, en forma d'arc de mig punt, que s'obre a la façana principal. A l'interior hi ha el cor i un altar de pedra adossat a l'absis, adaptat a les noves exigències de culte (post-conciliar).

## Pou
Estructura de planta rectangular recolzada a una de les façanes o murs laterals de la capella, coberta a una sola vessant, amb teula àrab. Té una sola obertura quadrada orientada a la part posterior de l'ermita i tancada amb una porta de fusta.
La raó principal de la seva existència seria la necessitat de recollir aigua de la pluja. Es va fer mitjançant un canal que va des de la teulada fins al pou, travessant la façana principal. L'escassetat d'aigua és deguda a que l'ermita està situada a una considerable altura, allunyada de les masies i de les rieres.

## Història
Santa Perpètua està situada sobre una de les elevacions que rodegen Gurb de la Plana, i és un dels extrems que assenyala o delimita el municipi. Pertany a la demarcació de Vespella. L'ermita està documentada el 1356, malgrat que d'aquesta època només en resta l'estructura de la planta.
Degut a l'increment de la devoció popular, seria reconstruïda durant el segle xvii o XVIII, alterant la coberta, possiblement de volta de canó, i afegint-hi el cor.
Actualment s'ha refet la canalització que condueix l'aigua de la pluja al pou, que travessa la façana principal.